# Gustav von Kahr
Gustav von Kahr (Weißenburg, 29 de noviembre de 1862-Dachau, 30 de junio de 1934), a partir de 1911 Gustav Ritter von Kahr, fue un político alemán que tuvo un papel destacado durante el Putsch de Múnich en noviembre de 1923.

## Biografía

### Carrera política
Nació en Baviera, estudió Derecho y ejerció como abogado antes de entrar en la política. Tuvo contactos con los grupos monárquicos y católicos de Baviera aunque era protestante. En 1917 fue nombrado gobernador provincial en Baviera, cargo del que fue retirado tras la revolución de noviembre que se produjo al año siguiente, coincidiendo con el final de la Primera Guerra Mundial y la instauración de la República de Weimar. En 1920 fue nombrado primer ministro de Baviera, cargo desde el cual favoreció a los grupos nacionalistas de derechas, e incluso a los movimientos que pretendían separar Baviera de Alemania. Tras el decreto de protección de la República promulgado por el gobierno de Berlín, Kahr renunció al cargo en 1921. 
Sin embargo, en septiembre de 1923 Alemania y Baviera se encontraban en una situación muy difícil en plena crisis económica y con una población devastada por la galopante hiperinflación. En ese contexto, el ministro-presidente Eugen Ritter von Knilling, del Partido Popular de Baviera (BVP), declaró el estado de emergencia y nombró a von Kahr Staatskomissar; a partir de ese momento pasó a controlar Baviera, junto a otros militares y políticos, casi de forma dictatorial. Junto al jefe de la policía estatal bávara, el coronel Hans Ritter von Seisser, y el general del Reichswehr Otto von Lossow, formó un triunvirato de gobierno.

### Putsch de Múnich
Tras la Ocupación franco-belga del Ruhr a comienzos de 1923, a lo largo de ese año numerosos militares y grupos golpistas pretendían emular la Marcha sobre Roma de Mussolini con una "Marcha sobre Berlín". Entre aquellos sectores se encontraban el general Erich Ludendorff y el Partido Nazi (NSDAP) de Adolf Hitler. Hitler y Ludendorff mostraron su apoyo a Kahr y su triunvirato, pero Kahr ya tenía sus propios planes: había planeado establecer una dictadura nacionalista junto a Seisser y Lossow, y sin el apoyo de Hitler. Kahr, de hecho, avisó a otros grupos "patrióticos" y nacionalistas de abstenerse de cualquier acción independiente. En realidad Kahr era un nacionalista ultraconservador convencido, y también buscaba derribar al gobierno de Berlín. Sin embargo, tras severas y reiteradas advertencias del general Hans von Seeckt en contra de encabezar algún golpe, el triunvirato formado por Kahr, Lossow y Seisser se desanimó y se echó atrás. Esto no fue del agrado de Hitler.
Hitler estaba determinado a actuar antes de que la situación se estabilizara y desapareciera el apoyo a un posible golpe contra el gobierno de Berlín. El 8 de noviembre Hitler y las SA salieron asaltaron la Bürgerbräukeller, una de las grandes cervecerías de Múnich, donde Kahr estaba dando un discurso ante 3000 personas. Hitler interrumpió el discurso, anunció que la revolución nacional había comenzado y la formación de un nuevo gobierno con Ludendorff. Blandiendo su arma, Hitler exigió el apoyo de Kahr, Seisser, y Lossow. Tanto Kahr como sus dos ayudantes militares fueron puestos bajo arresto en la cervecería, pero poco después lograron escapar y organizar la respuesta al golpe de Hitler. Mientras los nazis se desplegaban por las calles y ocupaban algunas posiciones, sin que Hitler tuviera conocimiento de ello, Kahr y sus colaboradores movilizaron a las tropas leales. Al día siguiente, cuando Hitler y sus seguidores se dirigían al Ministerio de la Guerra bávaro, se encontraron con una barrera formada por policías, y tras un corto tiroteo fueron dispersados. Dieciséis nazis y cuatro oficiales de policía murieron. La respuesta de Kahr al golpe de Hitler supuso que perdiera el apoyo de las fuerzas derechistas y nacionalistas de Baviera. 
En 1924, conocido su primer apoyo al golpe fallido, fue presionado para abandonar el cargo por las autoridades.

## Asesinato durante la noche de los cuchillos largos
Durante la «noche de los cuchillos largos», el 30 de junio de 1934, fue secuestrado de su apartamento por hombres de la Schutzstaffel (SS) y torturado mientras se dirigían al campo de concentración de Dachau. Su secuestro se debió a su traición durante el Putsch de la Cervecería en 1923. Poco antes de su llegada a Dachau, Kahr fue asesinado siguiendo las órdenes de Theodor Eicke, el comandante del campo. El asesinato fue probablemente perpetrado por Johann Kantschuster.